# Харківське (Чечня)
Харківське (рос. Харьковское) — село у Шелковському районі Чечні Російської Федерації.
Населення становить 1815 осіб (2019). Входить до складу муніципального утворення Харківське сільське поселення.

## Історія
Згідно із законом від 14 липня 2008 року органом місцевого самоврядування є Харківське сільське поселення.

## Населення
| 1926  | 1990  | 2002  | 2010  | 2012  | 2013  | 2014  |
| ----- | ----- | ----- | ----- | ----- | ----- | ----- |
| 137   | ↗768  | ↗1221 | ↗1502 | ↗1549 | ↗1598 | ↗1651 |
| 2015  | 2016  | 2017  | 2018  | 2019  |       |       |
| ↗1702 | ↗1722 | ↗1754 | ↗1777 | ↗1815 |       |       |